# Sarah Meier
Sarah Meier (Bülach, 4 de maio de 1984) é uma ex-patinadora artística suíça, que competiu no individual feminino. Ela foi campeã no Campeonato Europeu de 2011, conquistou uma medalha de bronze no Grand Prix Final e foi oito vezes campeã do campeonato nacional suíço.

## Principais resultados
| Resultados | Resultados        | Resultados      | Resultados       | Resultados        | Resultados        | Resultados    | Resultados       | Resultados    | Resultados      | Resultados      | Resultados        | Resultados       | Resultados        | Resultados      | Resultados      |
| Internacional | Internacional     | Internacional   | Internacional    | Internacional     | Internacional     | Internacional | Internacional    | Internacional | Internacional   | Internacional   | Internacional     | Internacional    | Internacional     | Internacional   | Internacional   |
| Evento/Temporada | 1996– 1997        | 1997– 1998      | 1998– 1999       | 1999– 2000        | 2000– 2001        | 2001– 2002    | 2002– 2003       | 2003– 2004    | 2004– 2005      | 2005– 2006      | 2006– 2007        | 2007– 2008       | 2008– 2009        | 2009– 2010      | 2010– 2011      |
| --- | ----------------- | --------------- | ---------------- | ----------------- | ----------------- | ------------- | ---------------- | ------------- | --------------- | --------------- | ----------------- | ---------------- | ----------------- | --------------- | --------------- |
| Jogos Olímpicos |                   |                 |                  |                   |                   | 13.ª          |                  |               |                 | 8.ª             |                   |                  |                   | 15.ª            |                 |
| Campeonato Mundial |                   |                 |                  |                   | 12.ª              |               | 19.ª             | 13.ª          | 14.ª            | 6.ª             | 7.ª               | 6.ª              | 9.ª               | 26.ª            |                 |
| Campeonato Europeu |                   |                 |                  | 16.ª              | 5.ª               | 13.ª          | WD               | 10.ª          | 10.ª            | 4.ª             | Medalha de prata  | Medalha de prata |                   | 5.ª             | Medalha de ouro |
| GP Grand Prix Final |                   |                 |                  |                   |                   |               |                  |               |                 |                 | Medalha de bronze |                  |                   |                 |                 |
| GP Cup of China |                   |                 |                  |                   |                   |               |                  |               |                 |                 |                   |                  | 6.ª               |                 |                 |
| GP Cup of Russia |                   |                 |                  |                   |                   |               |                  |               |                 |                 | Medalha de ouro   |                  |                   |                 |                 |
| GP NHK Trophy |                   |                 |                  |                   |                   |               | 7.ª              |               |                 | 7.ª             |                   | Medalha de prata |                   | WD              |                 |
| GP Skate America |                   |                 |                  |                   |                   |               |                  |               |                 |                 | 4.ª               |                  |                   |                 |                 |
| GP Skate Canada International |                   |                 |                  |                   |                   | 5.ª           |                  |               |                 | 5.ª             |                   |                  |                   |                 | WD              |
| GP Trophée Éric Bompard |                   |                 |                  |                   |                   |               | 5.ª              |               |                 |                 |                   | 4.ª              |                   |                 |                 |
| Finlandia Trophy |                   |                 |                  |                   |                   | 9.ª           |                  |               |                 |                 |                   |                  | Medalha de bronze |                 |                 |
| Nebelhorn Trophy |                   |                 |                  |                   | Medalha de prata  |               |                  |               |                 | 5.ª             |                   |                  |                   |                 |                 |
| Ondrej Nepela Memorial |                   |                 |                  |                   |                   |               | Medalha de prata |               |                 |                 |                   |                  |                   |                 |                 |
| Universíada |                   |                 |                  |                   |                   |               |                  |               | 5.ª             |                 |                   |                  |                   |                 |                 |
| Internacional – Júnior |                   |                 |                  |                   |                   |               |                  |               |                 |                 |                   |                  |                   |                 |                 |
| Campeonato Mundial Júnior |                   |                 | 10.ª             | Medalha de bronze |                   |               |                  |               |                 |                 |                   |                  |                   |                 |                 |
| JGP JGP Final |                   |                 |                  |                   | 4.ª               |               |                  |               |                 |                 |                   |                  |                   |                 |                 |
| JGP JGP Canadá |                   |                 |                  | 6.ª               |                   |               |                  |               |                 |                 |                   |                  |                   |                 |                 |
| JGP JGP Eslováquia |                   | 10.ª            |                  |                   |                   |               |                  |               |                 |                 |                   |                  |                   |                 |                 |
| JGP JGP França |                   |                 |                  |                   | Medalha de bronze |               |                  |               |                 |                 |                   |                  |                   |                 |                 |
| JGP JGP Hungria |                   |                 | 4.ª              |                   |                   |               |                  |               |                 |                 |                   |                  |                   |                 |                 |
| JGP JGP Noruega |                   |                 |                  | 5.ª               |                   |               |                  |               |                 |                 |                   |                  |                   |                 |                 |
| JGP JGP República Tcheca |                   |                 |                  |                   | Medalha de ouro   |               |                  |               |                 |                 |                   |                  |                   |                 |                 |
| JGP JGP Ucrânia |                   |                 | 11.ª             |                   |                   |               |                  |               |                 |                 |                   |                  |                   |                 |                 |
| EYOF |                   |                 | Medalha de prata |                   |                   |               |                  |               |                 |                 |                   |                  |                   |                 |                 |
| Gardena Spring Trophy |                   | 7.ª             |                  |                   |                   |               |                  |               |                 |                 |                   |                  |                   |                 |                 |
| Heiko Fischer | Medalha de bronze |                 |                  |                   |                   |               |                  |               |                 |                 |                   |                  |                   |                 |                 |
| Nacional |                   |                 |                  |                   |                   |               |                  |               |                 |                 |                   |                  |                   |                 |                 |
| Campeonato Suíço |                   |                 | Medalha de prata | Medalha de ouro   | Medalha de ouro   |               | Medalha de ouro  |               | Medalha de ouro | Medalha de ouro | Medalha de ouro   | Medalha de ouro  |                   | Medalha de ouro |                 |
| Campeonato Suíço – Júnior |                   | Medalha de ouro |                  |                   |                   |               |                  |               |                 |                 |                   |                  |                   |                 |                 |
| Campeonato Suíço – Noviço | Medalha de ouro   |                 |                  |                   |                   |               |                  |               |                 |                 |                   |                  |                   |                 |                 |
| Equipes |                   |                 |                  |                   |                   |               |                  |               |                 |                 |                   |                  |                   |                 |                 |
| Japan Open |                   |                 |                  |                   |                   |               |                  |               |                 | 3T/3P           | 2T/2P             | 2T/2P            |                   |                 | 3T/4P           |
| |                   |                 |                  |                   |                   |               |                  |               |                 |                 |                   |                  |                   |                 |                 |
| Legenda: GP = Grand Prix; JGP = Grand Prix Júnior; WD = Abandonou; T = Posição da equipe; P = Posição individual; Competição não foi disputada nesta temporada |                   |                 |                  |                   |                   |               |                  |               |                 |                 |                   |                  |                   |                 |                 |